# Амфифильность
Амфифильность (иначе дифильность) — свойство молекул веществ (как правило, органических), обладающих одновременно лиофильными (в частности, гидрофильными) и лиофобными (гидрофобными) свойствами.

## Описание
Лиофильность и лиофобность (от греч. lýo — растворяю, philéo — люблю и phóbos — страх) — качественные характеристики межмолекулярного взаимодействия вещества и среды, в которой оно находится. Если вещество и среда близки по строению молекул или молекулы вещества сильно взаимодействуют со средой, например, образуют водородные связи, то говорят о лиофильности, при слабом взаимодействии вещества и среды — о лиофобности. В случаях, когда средой служит вода, используют обычно термины «гидрофильность» и «гидрофобность» (от греч. hydro — вода).
Как правило, гидрофобная часть амфифильного соединения представляет собой длинную неразветвлённую углеводородную цепь CH3 (CH2)n, где n > 4, а гидрофильная — полярную функциональную группу типа COOH или ион небольшого размера, например, COO- или N (CH3)3+. Существование полярной и неполярной частей молекулы способствует агрегации частиц с образованием мицелл, бислоёв и других структур (см. рис.). Амфифильными свойствами обладают поверхностно-активные вещества (ПАВ), липиды, многие пептиды, белки, полимеры.
В частности, к амфифильным веществам относятся фосфолипиды, а также липопротеины. За счет амфифильных свойств фосфолипидов при взаимодействии с водой они формируют мицеллы, липосомы и липидные бислои. Белки обладают амфифильными свойствами, так как обычно в их состав входят аминокислоты с гидрофильными и с гидрофобными радикалами. Амфифильность белков влияет на образуемые ими третичные и четвертичные структуры молекул.
Так как амфифильные вещества в растворе способны к образованию различных надмолекулярных структур: монослоев, мицелл, липосом и др. (см. рис.), то они широко используются для синтеза наночастиц различной природы, а также плёнок и мембран. Кроме того, они часто применяются в качестве защитной оболочки для наночастиц.

## Иллюстрация
| | \| Схематическая фазовая диаграмма системы ПАВ–масло–вода, иллюстрирующая различные варианты упаковки молекул ПАВ в зависимости от концентрации компонентов. При большом количестве амфифильного вещества (ПАВ) и небольших количествах воды и масла образуются «кристаллы» ПАВ, при большом количестве воды и небольших количествах ПАВ и масла — мицеллы, и т. д.[1] \| |
| Схематическая фазовая диаграмма системы ПАВ–масло–вода, иллюстрирующая различные варианты упаковки молекул ПАВ в зависимости от концентрации компонентов. При большом количестве амфифильного вещества (ПАВ) и небольших количествах воды и масла образуются «кристаллы» ПАВ, при большом количестве воды и небольших количествах ПАВ и масла — мицеллы, и т. д. | |